# Yulisa León
Jennifer Michell Cantú Iglesias (Monterrey, Nuevo León, 9 de abril de 1996) es una luchadora profesional mexicana que actualmente compite como Julissa Mexa. Es conocida por haber trabajado para la empresa estadounidense WWE, donde se presentó bajo el nombre de Yulisa León. Desde noviembre de 2023, es la actual Campeona Femenina de The Clash.
Luchadora de segunda generación, su padre luchó en México con el nombre de Bronco. Adicionalmente, se convirtió en la primera luchadora mexicana en ser firmada a un contrato por WWE.

## Carrera

### Entrenamiento (2019)
Iglesias comenzó su entrenamiento como luchadora profesional en la Arena Monterrey, teniendo como profesor al luchador y anunciador del Consejo Mundial de Lucha Libre (CMLL), Tony Salazar.

### WWE (2019-2023)
Después de participar en algunas pruebas de físicas realizadas en diciembre de 2019 por el WWE Performance Center, el 26 de febrero de 2021 se informó que Iglesias había firmado un contrato con WWE. Sin embargo, fue hasta el 23 de abril que la empresa informó su llegada oficial, presentándola como parte de una nueva clase de reclutas internacionales que comenzarían a pulir sus habilidades luchísticas en el WWE Performance Center. El 19 de octubre, hizo su debut como luchadora profesional en un episodio de 205 Live transmitido hasta el día 22 del mismo mes. Ahí se presentó con el nombre de Yulisa León y participó en un combate entre equipos, donde se asoció con Katrina Cortez para enfrentarse a Valentina Feroz y Amari Miller, siendo derrotadas. En el episodio del 23 de noviembre de NXT, hizo su debut para la marca y tuvo su primer combate individual contra Ivy Nile, en el que fue derrotada. En el episodio del 13 de septiembre de 2022 de NXT, reveló que había sufrido una lesión que se estimaba la mantendría fuera de acción durante nueve meses, esta se trató de un desgarro del ligamento cruzado anterior. Para repararlo, se sometió a una cirugía el mismo mes, y en palabras escritas por ella, esta era su primera intervención quirúrgica en sus quince años como atleta.
Luego de recuperarse, León hizo su regreso al ring en el episodio del 19 de mayo de 2023 de SmackDown, donde fue derrotada junto a su compañera de NXT Valentina Feroz por las Campeonas Femeninas en Parejas de NXT Alba Fyre y Isla Dawn, en una lucha de estilo squash. En la noche 1 de NXT Gold Rush, junto a Valentina Feroz se enfrentó a Meta-Four (Jackara Jackson & Lash Legend), sin embargo perdieron debido a la interferencia de Oro Mensah. En el episodio de NXT del 25 de julio, junto a Valentina Feroz atacaron a Jakara Jackson & Lash Legend, mientras Nathan Frazer & Dragon Lee atacaron a Noam Dar & Oro Mensah como parte de una emboscada hacia Meta-Four, más tarde esa misma noche. El 21 de septiembre, León fue liberada de su contrato por WWE.

### The Crash (2023-presente)
El 3 de noviembre de 2023 debutó en la empresa mexicana The Crash bajo el nombre de Julissa Mexa en Tijuana, Baja California, donde derrotó a Dulce Tormenta para ganar el Campeonato Femenino de The Crash, su primer título como luchadora.

## Campeonatos y logros
- The Crash
  - Campeonato Femenino de The Crash (1 vez)